# Núcleo de Ciências da UFES
Núcleo de Ciências é um centro de difusão científica vinculado à Universidade Federal do Espírito Santo (UFES), fundado no ano de 1996, localizado em Vitória, capital do estado do Espírito Santo.

## História
Localizado no campus de Goiabeiras da Universidade Federal do Espírito Santo (UFES), o Núcleo de Ciências da universidade foi fundado no ano de 1996. O centro nasceu com o intuito de popularizar a ciência e ser um projeto de extensão universitária capaz de fazer com que o conhecimento acadêmico saísse dos muros da universidade.
O centro recebe escolas de ensino fundamental e médio, onde entram em contato com assuntos científicos e universitários. Integra a Associação Brasileira de Centros e Museus de Ciência (ABCMC), instituição que une centros e museus de ciência, que atuem com popularização da ciência.

### Estrutura
Dentre a estrutura e as atividades disponibilizada pelo centro estão feiras de ciências, teatro científicos, mostra de vídeos, minicursos e oficinas. Há também espaços temáticos, como o CLIC&TOC, que disponibiliza acesso público a computadores multimídia para pesquisa e aulas de robótica.
Outro espaço é a Experimentoteca Pública, laboratório de ciências que funciona como uma biblioteca pública de experimentos. Nesse espaço é  disponibilizado uma série de experimentos que ficam disponíveis para professores e alunos um acervo com diversos experimentos, podendo ser usufruídos por alunos do ensino fundamental e médio. O resultado é fruto de uma parceria entre o Centro de Divulgação Científica e Cultural (CDCC) da Universidade de São Paulo (USP) de São Carlos. O espaço conta com financiamento do Ministério da Ciência, Tecnologia e Inovações (MCTI).